# Choices
choices, Untertitel: Kultur.Kino.Köln, ist ein Monatsmagazin für Kultur, Kino und Bildung in Köln. Es besteht als Print- und Onlineversion und wurde 1989 gegründet. Herausgeber ist der Berndt Media-Verlag in Bochum.

## Geschichte
choices wurde im April 1989 als Kinomagazin gegründet. Hintergrund war, dass mehrere Filmkunstmacher um Heinz Holzapfel und Peter Liese ab 1982 Programmkinos in Köln, Wuppertal, Düsseldorf, Duisburg, Essen und Aachen eröffneten und mit Programmheften promoteten. Das Kölner Heft Lichtblick wurde Frühjahr 1989 von Joachim Berndt, zusammen mit Peter Debüser und Reiner Michalke, übernommen und in choices umbenannt. Vorbild war das New Yorker Kulturmagazin The Village Voice. choices war anfänglich ein reines Filmkunstmagazin. Mit ihm wollten die Gründer an die Filmprogrammhefte der Nachkriegszeit und die Cahiers du cinéma anschließen. Mitte der 1990er Jahre wurde der Inhalt auf Mainstreamfilme ausgeweitet. Seit Beginn der 2000er Jahre werden auch Theaterrezensionen publiziert. In weiterer Folge entstanden die Rubriken Musik, Tanz, Kunst, Ausstellung, Bühne und Literatur. Seit 2006 gibt es einen  monatlichen Themenschwerpunkt zu aktuellen gesellschaftspolitischen Fragen, geleitet von den Überlegungen „Wie wollen wir leben!?“ und „Hat die europäische Aufklärung Zukunft?!“. Die Filmkritiken wurden zum separaten Mittelteil choices-roots. Heute besteht choices aus aktueller Berichterstattung zum gesamten Spektrum großstädtischer Kultur. Besprochen werden Veranstaltungen in Köln, Bonn, Leverkusen und Umgebung. Die Webseite wurde 2002 installiert.
Das Kölner Redaktionsbüro war zuerst in Bickendorf, dann in der Altstadt-Süd und befindet sich heute im Belgischen Viertel. Nach dem Vorbild von choices wurden 2001 die Magazine engels (Wuppertal) und Trailer (Ruhrgebiet) vom Berndt Media-Verlag gegründet. Anfangs waren Redaktion, Graphik, Vertrieb und Anzeigenakquise in der Hand von Herausgeber Joachim Berndt. Seit 2004 gibt es einen Stellvertretenden Chefredakteur, seit 2011 eine Chefredaktion, die für alle drei Zeitschriften verantwortlich ist.

## Auflage
choices ist Mitglied in der Informationsgemeinschaft zur Feststellung der Verbreitung von Werbeträgern (IVW). Der Verbund aus choices, engels, trailer und biograph (Düsseldorf) hat eine Auflage von 104.333 Exemplare/Monat. Die Printausgabe von choices hat eine Auflage von 27.257 Exemplaren. Neben dem Abo-Verkauf werden Hefte in Kinos, Theatern, Vorverkaufsstellen, Oper, Hochschule, Kulturinstituten, Hotels, Galerien, Restaurants, Buchhandlungen und Messen aufgelegt. Die Internetauftritte von choices, trailer, engels und biograph erreichen laut Google Analytics monatlich ca. 500.000 PageImpressions und ca. 100.000 UniqueUser. Hinzu kommen Facebook- und Twitter-Accounts.

## Ausrichtung
choices versteht sich als linksliberale Kulturzeitschrift. Anspruch ist, die inhaltliche und geistige Vielfalt der Gesellschaft widerzuspiegeln und einen Beitrag zur Streitkultur der Region zu leisten. Die Webseite www.kultur-kino-bildung.de, die die besten Artikel von choices, trailer, engels und biograph präsentiert, drückt mit dem Motto „Europa gestalten“ die inhaltliche Verortung in der säkularen Kultur Europas aus.

## Logo
Logo und Design von choices wurde dreimal geändert. Das erste Titelbild April 1989 hatte eine grobkörnigen Moirée-Effekt mit einer bewussten Unschärfe, was großen Anklang fand. Der Schriftzug war schräg und geklappt. Das zweite Logo wurde Dezember 1994 eingeführt. Die dritte Änderung in Logo und Schrifttype ist heute noch in Verwendung.

## Rezeption
Eine Leserbefragung ergab, dass der Anteil in der Altersgruppe der 30- bis 34-Jährigen am höchsten ist. Zwei Drittel sind Frauen. 65 % verfügen über ein Studium. Die Leserbindung über den Inhalt wird als „sehr gut“ bewertet. Der Schwerpunkt des Interesses liegt nach wie vor im Kino-Bereich. Anlässlich des 20-jährigen Jubiläums 2009 drückten zahlreiche Persönlichkeiten des öffentlichen Lebens ihre Wertschätzung für choices aus.

## Preise
Der Berndt Media-Verlag hat beim cineasia filmfestival #6 den „Cineasia Award 2007“ als „choices Publikumspreis“ vergeben. Beim Europäischen Kurzfilmfestival unlimited #1 2006 hat er den „choices Publikumspreis Internationaler Wettbewerb“ gespendet. Für das Kurzfilmfestival short cuts cologne 2006 hat er den „choices Publikumspreis“ gestiftet.

## Sonderpublikationen
Der Berndt Media-Verlag gibt regelmäßig Sonderpublikationen zu choices, trailer und engels heraus. Frühjahr 2017 erschien das Special tanzszene NRW, August 2017 das Special solidarische konzepte, in dem Migranten zu Wort kamen, und Ende 2017 das Special klassik nrw.